# Donnie Walsh
Joseph Donald Walsh Jr., besser bekannt als Donnie Walsh (* 1. März 1941 in New York City) ist ein ehemaliger Basketballtrainer und General Manager.

## Biografie
Walsh besuchte die Fordham Preparatory School in The Bronx in New York City. Anschließend spielte er auf dem College für die University of North Carolina für die legendären Trainer Frank McGuire und Dean Smith. Er wurde zwar von den Philadelphia 76ers im Draft gewählt, spielte aber nie in der NBA. Nach seinem Abschluss am College beschloss er Basketballtrainer zu werden.
Walsh arbeitete für einige Collegeteams als Assistenztrainer, unter anderem 7 Jahre für die University of South Carolina, wo er mit McGuire zusammenarbeitete. Anschließend wurde Walsh von Larry Brown als Assistenzcoach der Denver Nuggets unter Vertrag genommen. 1979 wurde er dann Headcoach der Nuggets, was er auch 1,5 Jahre blieb. Dann wurde er 1980 von Doug Moe ersetzt. 1984 wurde Donnie Walsh Assistenztrainer der Indiana Pacers.
Später nahm er in Indiana dann die Position des General Managers ein, wo er 1987 die kontroverse Entscheidung machte Reggie Miller anstatt den Lokalhelden Steve Alford zu draften. Diese Entscheidung sollte sich später als brillant herausstellen, da Reggie Miller eine starke NBA-Karriere hinlegte (Saison 92/93 31,5 Punkte im Schnitt und 20,6 Punkte im Karriereschnitt) während Alford nicht NBA-tauglich war und nach 3 Jahren dort nicht mehr spielte. Später wurde er CEO und Präsident der Pacers, was er bis kurz vor das Ende der Saison 2007/2008 auch blieb.
Obwohl Walsh nie General Manager des Jahres wurde, zählt er zu den Besten, wenn es um Draftpicks und andere Managerhandlungen geht. Die Pacers erreichte unter ihm 16 von 17 Mal die Play-offs.
Am 2. April 2008 wurde Donnie Walsh General Manager der New York Knicks.